# Carnaval de San Pablo
El carnaval de San Pablo, es una festividad que se realiza en el distrito de San Pablo, Provincia de Canchis, en la región Cusco en Perú. Esta festividad fue proclamada patrimonio cultural de la nación en el Perú el 24 de septiembre de 2010 por el Instituto Nacional de Cultura.

## Los días de carnaval
El Qhaswa o el carnaval en San Pablo se vive durante todo el año; en especial 8 días (de domingo a domingo). El día Domingo se apertura oficialmente el carnaval y entrada de autoridades: Alcalde; Regidores, Gobernador y subalternos y el juez de paz.  El lunes de carnaval se realiza la escenificación del tradicional "Urpi Orquy" - acción de sacar la paloma-, luego «Colinda  muyuy»; durante esta tradición las autoridades y pobladores de la comunidad de Inka parte recorren, confirman y marcan sus propiedades. Posteriormente, el Viernes de carnaval se realiza un concurso en la plaza principal de San Pablo, este concurso es denominado «Bandurria de Oro» y participan los comuneros de los pueblos aledaños, luego de este concurso la población baila la danza de la «qashwa» y a partir de ese momento se considera que se inician los festejos del carnaval.
El miércoles de ceniza se realiza el «chakra muyuy», que en esencia es similar al «pastal muyuy», con la diferencia que en esta oportunidad se visitan y marcan los terrenos comunales.
El viernes se realiza un concurso en el cual danzan comparsas folclóricas tanto de San Pablo como de Tinta, danzando en un escenario y en un pasacalle.
Los días que se hace aquí el carnaval duran una semana.
El día jueves se junta todos los huehues bailan y se disfruta.
Cuando se acaba el carnaval, el día lunes hacen una pequeña fiesta los k bailarón

## La bandurria
La bandurria es un instrumento musical de cuerda que además es uno de los elementos culturales más distintivos del carnaval de San Pablo; fabricado por eximios artesanos de la comunidad de Chara e Inka Parte; éste acompaña a la música de la «qashwa» que es el baile representativo del carnaval.
Según la creencia popular la bandurria debe ser afinada por una sirena, un ser mitológico que habita en las fuentes de agua y ríos de la región, para lo cual los músicos van hacia estas fuentes y dejan una noche su instrumento en las riveras acompañados de flores y hojas de coca. El tradición afirma que nadie debe ver a la sirena afinando el instrumento.